# Bedrijfsarts
Een bedrijfsarts is een arts die zich bezighoudt met ziektepreventie, signaleren van beroepsziektes, begeleiding van ziekteverzuim en re-integratie. De regels verschillen van land tot land.

## België
De bedrijfsarts/arbeidsgeneesheer voert in België en ook in de Duitstalige ruimte vooral preventieve taken uit. Een Belgische arbeidsgeneesheer mag geen ziekteverzuim controleren. De arbeidsarts evalueert vooral de geschiktheid van de werknemer om zijn gebruikelijke taken uit te voeren bij hervatting van het werk. Net als in Nederland heeft de arbeidsarts de taak om periodiek de werknemers te onderzoeken als ze blootstaan aan beroepsrisico's. In België wordt voor de ziekteverzuimcontrole door de werkgever een controlearts ingeschakeld. Deze controleert of de werknemer geoorloofd niet verschijnt op het werk en dus recht heeft op doorbetaling van het loon.

## Duitsland
Ook de Duitse Arbeitsmediziner mag geen ziekteverzuim controleren. In Duitsland wordt ziekteverzuim door de Medizinischer Dienst der Krankenversicherung (MDK) gecontroleerd. Een bedrijfsarts in Duitsland moet verplicht twee jaar klinische ervaring opdoen.

## Nederland
In onder meer Nederland oordeelt een bedrijfsarts over de vraag of er een medische verklaring bestaat voor een werknemer om zijn arbeidsovereenkomst niet na te komen. Alleen dan heeft de werknemer namelijk recht op (gedeeltelijke) doorbetaling van het loon.